# Nataniel (Sawczenko)
Nataniel, imię świeckie: Nikołaj Iwanowicz Sawczenko (ur. 1799 w Biełgorodzie, zm. 20 lutego?/4 marca 1875) – rosyjski biskup prawosławny.

## Życiorys
Był synem prawosławnego protoprezbitera. Wykształcenie teologiczne uzyskał w seminarium duchownym w Kursku, a następnie w Kijowskiej Akademii Duchownej, gdzie w 1825 uzyskał dyplom końcowy, zaś w 1827 obronił dysertację magisterską. Od 1832 do 1834 był inspektorem seminarium duchownego w Twerze. W tym czasie wstąpił do monasteru, składając 27 marca 1833 wieczyste śluby mnisze. W tym samym roku został wyświęcony kolejno na hierodiakona (4 lipca) i hieromnicha (11 lipca). W 1834 został rektorem seminarium duchownego w Kamieńcu Podolskim. W tym samym roku mianowano go archimandrytą i przełożonym monasteru Trójcy Świętej w Kamieńcu Podolskim. Po pięciu latach został przeniesiony na stanowisko rektora seminarium duchownego w Kostromie. Równocześnie mianowano go przełożonym monasteru Objawienia Pańskiego w Kostromie.
26 sierpnia 1845 został wyświęcony na biskupa rewelskiego, wikariusza eparchii petersburskiej. Pięć lat później jego tytuł uległ zmianie na biskup staro-russki. W 1850 objął samodzielną katedrę połtawską i perejasławską. Po dziesięciu latach przeniesiono go na katedrę archangielską i chołmogorską. W Archangielsku otworzył przytułek dla osieroconych dziewczynek. W 1871 został biskupem czernihowskim i nieżyńskim, zaś trzy lata później otrzymał godność arcybiskupią. Rok później zmarł i został pochowany w głównej świątyni monasteru Trójcy Świętej i św. Eliasza w Czernihowie.
Chociaż prowadził nienaganny mniszy tryb życia, biskup Nataniel był osobą łatwowierną, co prowadziło do nieprawidłowości w działaniach kierowanych przez niego eparchii. Nie potrafił również kierować konsystorzami duchownymi w powierzanych mu administraturach.